# 박우현 (축구 선수)
박우현(1980년 4월 28일 ~ )은 대한민국의 전 축구 선수로서 포지션은 수비수였다.
2003년 성남 일화 천마 입단으로 데뷔했다. 경력으로는 2003 성남 일화 천마, 2010.01 부산 아이파크, 2011.07 강원 FC에서 활동을 했다.

## 수상

#### 성남 일화 천마
- K-리그 우승

우승 (1): 2003, 2006
- 하우젠컵 우승

우승 (1): 2004